# HIP 79431
HIP 79431 (LP 804-27 / NLTT 42226) és un estel a la constel·lació de l'Escorpió, visualment a 30 minuts d'arc de ν Scorpii. Molt tènue, té magnitud aparent +11'34, per la qual cosa no resulta visible a ull nu. El 2010 es va anunciar el descobriment d'un planeta extrasolar en òrbita al voltant d'aquest estel.
HIP 79431 és una nana vermella de tipus espectral M3V amb una temperatura superficial de 3.191 ± 100 K. Les seves característiques físiques són molt similars a les d'Struve 2398 A, Gliese 687 o Gliese 832, però HIP 79431 s'hi troba a 49 anys llum del Sistema Solar, molt més allunyada que qualsevol dels estels anteriors. La seva massa estimada és de 0.49 masses solars i la seva metal·licitat —abundància relativa d'elements més pesats que l'heli— és major que en el Sol ([Fe/H] = +0.4 ± 0.1). No mostra una activitat cromosfèrica especialment alta.

## Sistema planetari
El planeta, anomenat HIP 79431 b, té una massa mínima 2.1 vegades major que la massa de Júpiter, i és un dels planetes extrasolars més massius descoberts al voltant d'una nana de tipus M. Encara que no pot descartar-se totalment que siga una nana marró i no un planeta, estadísticament existeix el 98.5% de probabilitats que la massa d'HIP 79431 b estiga compresa entre 2.1 i 12 vegades la massa de Júpiter. La separació mitjana respecte a l'estel és de 0.36 ua i el seu període orbital és d'aproximadament 112 dies.